# وزارة البلدية (قطر)
وزارة البلدية، هي واحدة من أكبر الوزارات الحكومية الخدمية في دولة قطر، من حيث تنوع اختصاصاتها واتساع نطاقها، إذ تُغطي مجالات متنوعة تشمل التخطيط العمراني، والبنية التحتية، والزراعة والأمن الغذائي، إضافةً إلى تجميل المدن وإدارة الحدائق والمساحات الخضراء وغيرها، ويعود تاريخ إنشائها لعام 1972م، وخضعت لتعديلات عدة تبعًا للتغيرات الإدارية والتنظيمية. ودُمجت وزارة الصناعة والزراعة مع الشؤون البلدية في عام 1990، مما أدعى لإنشاء وزارة الشؤون البلدية والزراعة، تلتها إعادة تنظيم أخرى في عام 1993، بإضافة اختصاصات الأشغال العامة، وحُددت الاختصاصات في عام 2004 لتشمل الشؤون البلدية والزراعية فقط.
وأُصدرت قرارات منذ ذلك الحين لتحديث الهيكل التنظيمي للوزارة، أبرزها في الأعوام 2009، 2016، 2019، حتى صدر قرار بتعيين الهيكل التنظيم الجديد للوزارة في 2022.

### رؤية الوزارة:
الارتقاء بجودة الحياة بما يحقق رؤية قطر الوطنية 2030.

### رسالة الوزارة:
التميز في تقديم الخدمات والتخطيط الأمثل للمدن مع المحافظة على استدامة الموارد الطبيعية وتحقيق الأمن الغذائي لنا وللأجيال القادمة.

### القيم:
- المسؤولية المجتمعية
- الانتماء المؤسسي
- المستفيد أولا
- التميز والريادة
- الشفافية

### لمحة تاريخية:
يعود تاريخ إنشاء أول وزارة للشؤون البلدية في دولة قطر إلى عام 1972م، بموجب المرسوم بقانون رقم (24) الذي حدد اختصاصات الوزارة وإداراتها. وبتاريخ 24/10/2022، صدر القرار الأميري رقم (40) لسنة 2022 بالهيكل التنظيمي لـوزارة البـلـديـة، ثم عُدلت هذه الاختصاصات سنة 1990م بعد إلغاء وزارة الصناعة والزراعة وإلحاق الاختصاصات المتعلقة بالشؤون الزراعية إلى وزارة الشؤون البلدية، حيث سُميت وزارة الشؤون البلدية والزراعة (في حينه). وقد عُدلت هذه الاختصاصات لاحقاً بعد دمج وزارة الأشغال العامة بوزارة الشؤون البلدية والزراعة بموجب المرسوم بقانون رقم (20) لسنة 1993م بتنظيم وزارة الشؤون البلدية والزراعة وتعيين اختصاصاتها، حيث أضيفت اختصاصات الأشغال العامة إلى اختصاصات هذه الوزارة.
وفي عام 2004م صدر القانون رقم (1) بإنشاء هيئة الأشغال العامة، ثم القانون رقم (15) لسنة 2004م بإنشاء الهيئة العامة للتخطيط والتطوير العمراني، وبالتالي أصبحت اختصاصات الوزارة مقتصرة على الشؤون البلدية والزراعية، وأعيد تنظيم الوزارة وتعيين اختصاصاتها بموجب القانون رقم (23) لسنة 2005م.وبتاريخ 2009/4/5 صدر القرار الأميري رقم (16) لسنة 2009 بتعيين اختصاصات الوزارات، ومن بينها اختصاصات وزارة البلدية والتخطيط العمراني . وبتاريخ 2016/1/27، صدر القرار الأميري رقم (5) لسنة 2016 بتشكيل الهيكل التنظيمي لوزارة البلدية والبيئة. وبتاريخ 2019/2/28، صدر القرار الأميري رقم (11) لسنة 2019 بالهيكل التنظيمي لوزارة البلدية والبيئة، والذي تضمن عدداً من التعديلات من أبرزها إضافة وكيل وزارة مساعد لشؤون البلديات، وإضافة عدد من الإدارات هي: الأمن الغذائي، المشاريع والتطوير، خدمة العملاء ومركز الاتصال الموحد، التدريب. وبتاريخ 2021/10/19، صدر القرار الأميري رقم (57) لسنة 2021م بتعيين اختصاصات الوزارات ومن بينها اختصاصات وزارة البلدية. وبتاريخ 2022/10/24، صدر القرار الأميري رقم (40) لسنة 2022 بالهيكل التنظيمي لـوزارة البـلـديـة.

## مهام واختصاصات الوزارة
- اقتراح وإعداد الخطط العمرانية على مستوى الدولة والإشراف على تنفيذها بالتنسيق مع الجهات المختصة.
- مسح الأراضي وتقسيمها، وإعداد الخرائط المساحية للدولة، وإدارة أملاك الدولة، وتوفير وتخصيص الأراضي اللازمة لاحتياجات الجهات الحكومية.
- دراسة توصيات المجلس البلدي المركزي واتخاذ القرارات المناسبة بشأنها.
- نزع ملكية العقارات والاستيلاء عليها مؤقتاً للمنفعة العامة.
- الإشراف على إقامة المرافق العامة والطرق الفرعية داخل المدن والقرى وصيانتها.
- اقتراح وتنفيذ المشروعات البلدية من مبان وحدائق ومتنزهات وزراعات تجميلية.
- الإشراف على إقامة وتنظيم المباني.
- إعداد وتنفيذ النظم والبرامج الخاصة بالنظافة العامة.
- الإشراف على مزاولة المهن الهندسية.
- الإشراف على المقابر وتقديم خدمات تكريم الموتى